# Kasteel 't Zand

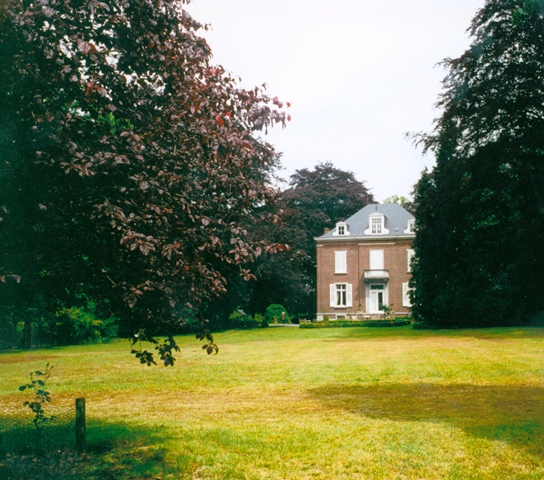
Kasteel 't Zand

Het Kasteel 't Zand is een kasteel in de tot de Vlaams-Brabantse gemeente Diest behorende plaats Molenstede, gelegen aan de Klappijstraat 12 en de Turnhoutsebaan 139.

## Geschiedenis
In 1646 werd melding gemaakt van een hoeve op deze plaats en vanaf 1714 werd ook gewag gemaakt van de veldnaam Het Sant. Deze was gelegen op de zandige oever van het Zwart Water.
Vanaf 1838 werd de benaming speelhuis voor het hoofdgebouw gebezigd. In 1868 kwam het goed aan Joseph-Adrien Beeckman die aannemer en katholiek volksvertegenwoordiger was. Hij liet er een neoclassicistisch landhuis bouwen dat als kasteel werd bestempeld. Het werd omringd door een landschapstuin.
De oude hoevegebouwen werden omgebouwd tot kasteelboerderij, koetshuis en dergelijke in de stijl van het kasteeltje. In 1880 werd op het goed een kas en in 1906 een elektriciteit werkhuis gebouwd, in het laatste werd door waterkracht van de beek elektriciteit opgewekt.